# Ханпур
Ханпур (англ. Khanpur) — город в провинции Пенджаб, Пакистан, расположен в в округе Рахимъярхане. Население — 160 308 чел. (на 2010 год).

## Географическое положение
Город расположен на берегу реки Инд.

## Сельское хозяйство
Местное население активно занято в сельском хозяйстве, возле города выращивают сахарный тростник и хлопок.

## Демография
| 1961   | 1972   | 1981   | 1998    | 2010    |
| ------ | ------ | ------ | ------- | ------- |
| 31 465 | 49 235 | 70 589 | 117 764 | 160 308 |